# カリ・カルテル
カリ・カルテル（スペイン語: Cártel de Cali）は、コロンビアの犯罪組織。

## 概要
カリ・カルテルはコロンビアの都市サンティアゴ・デ・カリで活動していたヒルベルト〔英語版〕とミゲル〔英語版〕のロドリゲス兄弟が中心となっていた営利誘拐を生業とする「ロス・チェマス団」を前身とする。
麻薬密売に手を付けたヒルベルトは、まず軽飛行機を購入し半製品のコカのペーストをペルーからカリに空輸しそこで塩酸コカインに精製してアメリカ合衆国に送った。数年で700機の飛行機を自前で用意して全米に運ぶようになった。抜群の経営能力をもち、まず銀行に投資し1974年には自ら銀行を設立させ、中南米の銀行を買収した。またコカインの国内製造のために全国最大の薬局チェーンを買収して、必要な薬品は何でも輸入可能にすることでサプライチェーンを完結させた。その情報収集能力も驚異的でアメリカの捜査当局でさえ出し抜かれた。メデジン・カルテルが重厚なヒエラルキーに支えられていたのとは対照的に、生産者がそれぞれ自営で決定権を持ちつつ、生産物を消費者の元まで届けるという酪農組合に似たシステムで柔軟なカルテルを作り出し、利益は追求しても当局との直接対決は避け表に出ない立場だった。
1980年代に入ってマネーロンダリングに対する司法の目が厳しくなるとアメリカ合衆国ドルで耐久消費財を買いコロンビアに密輸して現地通貨のペソで売った。ヘロインの製造も手がけて急成長し、コロンビアの犯罪組織メデジン・カルテルに次ぐ規模になった。しかし、幹部は中小企業経営者や中産層が多いことから、当局者を徹底買収することにより戦闘を控え、無用な殺傷を極力避けていた。1981年と1982年に他のコロンビア・マフィアとの会議でニューヨークを縄張りにすることに決め他の組織がそこに密輸する場合はカリと連携しなければならなかった。ただし、その後、逮捕のリスクを避けるためにメキシコマフィアと協定を結びメキシコ経由で運ぶようになった。
1986年からライバルのメデジン・カルテルが政府相手に麻薬戦争を開始すると、当局に情報を流したりしたため攻撃を受けた。それに伴い武闘派路線をとるようになり、メデジン・カルテルのリーダーで麻薬王のパブロ・エスコバルの家族や部下らを、自ら結成した"Los Pepes"（"Perseguidos por Pablo Escobar", 「パブロ・エスコバルに虐待された人々」）という自警団により多数殺害している。(特殊空挺部隊などから集めた傭兵にエスコバルを暗殺させようともしたが、作戦直後コロンビア人パイロットのミスで傭兵らが乗るヘリコプターが墜落したため失敗に終わった)。メデジン・カルテルが1993年にエスコバルの射殺による死に伴って壊滅すると、コロンビア産コカインの8割を支配し年間推計90億ドルの収益を挙げるようになった。
だが翌年、エルネスト・サンペール・ピサノが大統領に就任するとその大統領選挙に資金を提供していたことが発覚し、大スキャンダルとなった。ロドリゲス兄弟ら最高幹部は、メデジン・カルテルの二の舞を避けるために政府と取引し、刑期短縮を条件にして自首することにより組織の延命を図ろうとした。だが、そのことによって組織の統制がとれなくなり衰退した。
その後、メデジン・カルテル壊滅後の敵対組織だったノルテ・デル・バジェ・カルテルがコロンビア最大となるも2008年までにこの組織も消滅。これらの反省からコロンビアでは、現在、過去のような大型組織はいなくなりカルテリトと総称される小型組織が幅を利かせている。組織の小規模化に伴い、麻薬組織のゲリラ化が進んでおり、以前のような集約された資金力、政治力ではなく、市民にとって身近な脅威として深刻な影響を保っている。

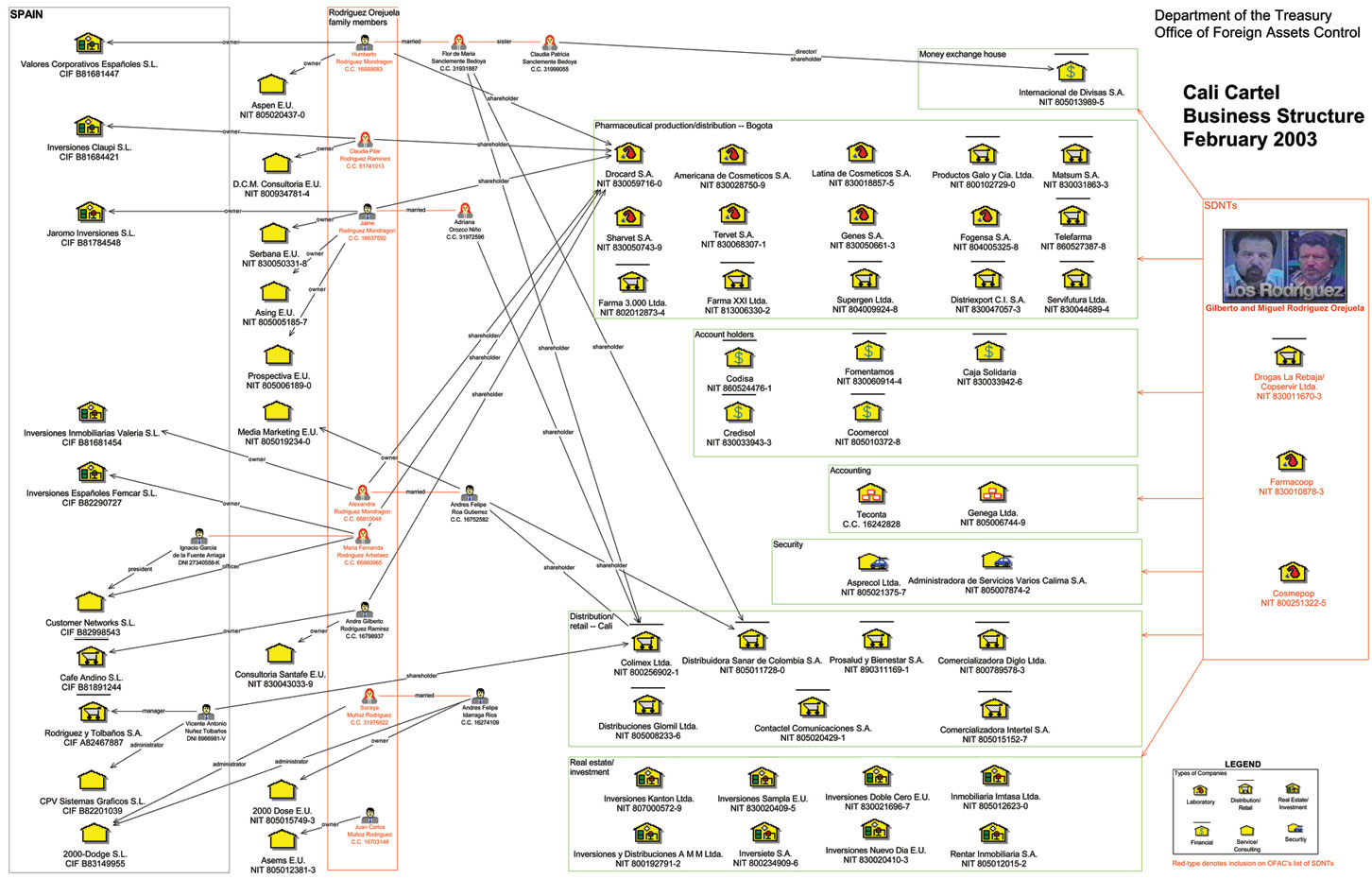
組織の繋がり

## 幹部らのその後
首領であったロドリゲス兄弟は現在アメリカ合衆国の刑務所に収監されている。ロドリゲス兄弟の片腕だった"パチョ"ことヘルマー・エレーラはノルテ・デル・バジェ・カルテルもしくは左翼民兵と思われる敵対者の報復に遭い刑務所内で殺害。警備主任だったホルヘ・サルセドは中央情報局と通じた情報提供の見返りとしてアメリカに亡命。ニューヨークにおける取引を仕切っていたホセ・サンタクルス・ロンドーノは釈放後コロンビアで右翼の準軍組織と手を組んだとされたが、のちに死体で発見された。